# Anwaltszentrum Hisham Mubarak
Das Anwaltszentrum Hisham Mubarak (englisch Hisham Mubarak Law Center; HMLC) ist eine ägyptische Menschenrechtsorganisation in Kairo.
Die Organisation wurde 1999 von Ahmad Seif el-Islam in Zusammenarbeit mit weiteren Menschenrechtsaktivisten in Kairo gegründet. Sie ist nach dem ägyptischen Anwalt Hisham Mubarak benannt, der 1998 im Alter von 35 Jahren verstarb.
Während der Revolution in Ägypten 2011 dienten die Büros des Anwaltszentrums Hisham Mubarak als Treffpunkte für Demonstranten. Später gehörte sie, vertreten durch Ahmad Seif el-Islam, der Untersuchungskommission zum Einsatz von Gewalt während der Revolution in Ägypten 2011 an.